# Mahmoud Abu Zeid
Mahmoud Abu Zeid (àrab: محمود أبو زيد, Maḥmūd Abū Zayd), també conegut com Shawkan (àrab: شوكان, Xawkān) (Egipte, 1987) és un fotoperiodista egipci. Shawkan va ser detingut en 2013 després de fotografiar una intervenció militar al Caire. Porta detingut més de quatre anys, i podria ser condemnat a mort. La fiscalia l'acusa de possessió d'armes, reunió il·legal, assassinat, temptativa d'homicidi i pertinença a organització terrorista.
Shawkan va ser arrestat amb dos altres periodistes, Louis Jammes, fotògraf francès, i Mike Giglio, estatunidenc. Jammes i Giglio van ser alliberats poc després, però Shawkan continua encara en presó preventiva. Shawkan treballava per a les agències Demotix i Corbix. També ha treballat per a la revista Time i els diaris alemanys Die Zeit i Bild.
Alexandra el Jazen, de Reporters Sense Fronteres, considera l'arrest de Shawkan il·legal sota les legislacions egípcia i internacional, ja que el codi penal egipci només permet un màxim de dos anys de presó preventiva.
És retingut a la presó de Tora, al sud del Caire. La seva família ha denunciat que pateix malnutrició, depressió, anèmia i hepatitis C, i que no està rebent els tractaments mèdics corresponents.